# Ruhotina
Ruhotina (cyr. Рухотина) – wieś w Bośni i Hercegowinie, w Republice Serbskiej, w mieście Bijeljina. W 2013 roku liczyła 276 mieszkańców.